# Ancistropsylla nepalensis
Ancistropsylla nepalensis är en loppart som beskrevs av Lewis 1968. Ancistropsylla nepalensis ingår i släktet Ancistropsylla och familjen Ancistropsyllidae. Inga underarter finns listade i Catalogue of Life.